# Molí de Sora
El Molí de Sora és un antic molí, actualment un habitatge, de Sora (Osona), una obra inclosa a l'Inventari del Patrimoni Arquitectònic de Catalunya.

## Descripció
Molí situat les masies La Sala i la Talaia en una fondalada de la riera de Sora en els seu curs mitjà.
És una edificació de forma allargada amb teulada a dues vessants i aiguavés a la façana principal. Davant l'edifici original hi ha una passadís format per 2 pilars de pedra treballada que conforma un edifici on hi ha una galeria. A mà dreta hi ha també un edifici afegit fet sobre la roca amb una eixida al primer pis essent la planta baixa destinada a corts. A la part del darrere hi ha la boca d'entrada d'aigua amb un mur de pedra i també unes escales.

## Història
La història d'aquest molí aniria unida a la del mas La Sala, masia amb força importància al segle xiv. Tot i així l'actual edificació és obra de principis del segle xix, en la llinda de l'edifici original hi ha la data de 1834. Sembla que al llarg d'aquest segle tingué certa prosperitat, si bé la davallada demogràfica de les masies del voltant es feia notar fins a abandonar les seves funcions convertint-se en segona residència.